# 喜乐温河卫
喜乐温河卫，又称喜刺兀卫、希剌温卫、喜刺乌卫，中国明代在东北地区所置羈縻卫之一。朝廷冊封當地酋長為名義上的官員（类似于土司），管理当地各部族，其首領大多為女真族世襲領袖。
明成祖永乐五年（1407年）置，治所不详。辖境约今俄罗斯滨海边疆区颜楚河至绥芬河下游地区。后废。